# Upplands runinskrifter 558
Upplands runinskrifter 558 är en vikingatida runsten av granit som står utanför Husby-Sjuhundra kyrka, Husby-Sjuhundra socken och Norrtälje kommun. Ett fragment av stenen flyttades från prästgården till kyrkogården. Ytterligare ett fragment återfanns 1983 och den närmast kompletta stenen har sammanfogats och placerats vid kyrkan. Sammanfogad är stenen 106 centimeter hög och 36 centimeter bred. Runhöjden är 6-8 centimeter.

## Inskriften
Translitterering av runraden:
kuþ + hialbi + auk + mar-a + ant + sib- ... -uk + rakn-...s + auk + haruks + auk + gyriþaʀ
Normalisering till runsvenska:
Guð hialpi ok Mar[i]a and Sibb[a](?) ... ok ʀagn... ok Haruks ok Gyriðaʀ.
Översättning till nusvenska:
Gud hjälpe och Maria Sibbes(?) och Ragn ... och Haroks och Gyrids ande.